# Aartsbisdom Moncton
Het aartsbisdom Moncton (Latijn: Archidioecesis Monctonensis) is een rooms-katholiek aartsbisdom met als zetel Moncton, in Canada. De aartsbisschop van Moncton is metropoliet van de kerkprovincie Moncton, waartoe ook de volgende suffragane bisdommen behoren:
- Bathurst in Canada
- Edmundston
- Saint John

## Geschiedenis
Het aartsbisdom werd opgericht op 22 februari 1936, uit delen van de bisdommen Chatham en Saint John. 

## Parochies
Het aartsbisdom had in 2021 een oppervlakte van 12.000 km2 en telde 221.000 inwoners waarvan 50,2% rooms-katholiek was.

## Aartsbisschoppen
- Louis-Joseph-Arthur Melanson (16 december 1936 - 23 oktober 1941)
- Norbert Robichaud (25 juli 1942 - 23 maart 1972)
- Donat Chiasson (23 maart 1972 - 21 september 1995)
- Ernest Léger (27 november 1996 - 16 maart 2002)
- André Richard (16 maart 2002 - 15 juni 2012)
- Valéry Vienneau (15 juni 2012 - 8 juli 2023)
- Guy Desrochers (8 juli 2023 - heden)

## Galerij van afbeeldingen

Wapen van het aartsbisdom Moncton
Kerkprovincie Moncton op een kaart van de Canadese bisdommen

Moncton (aartsbisdom) · Bathurst in Canada · Edmundston · Saint John